# A Woman Falling Out of Love
A woman falling out of love es un álbum de Aretha Franklin, aún por editar, siendo el primero que crea en su propia discográfica. En el disco habría duetos junto a Faith Hill, Fantasia Barrino, Shirley Caesar y The Clark Sisters.

## Canciones
| N.º | Título                                                 | Producer(s) | Duración |  |
| 1.  | «How Long I've Been Waiting»                           |             | 5:19     |  |
| 2.  | «Sweet Sixteen»                                        |             | 5:10     |  |
| 3.  | «This You Should Know»                                 |             | 4:15     |  |
| 4.  | «U Can't See Me»                                       |             | 5:05     |  |
| 5.  | «A Summer Place»                                       |             | 8:50     |  |
| 6.  | «The Way We Were» (featuring Ronald Isley)             |             | 5:28     |  |
| 7.  | «New Day»                                              |             | 4:17     |  |
| 8.  | «Put It Back Together Again»                           |             | 6:15     |  |
| 9.  | «Faithful» (featuring Karen Clark-Sheard)              |             | 6:31     |  |
| 10. | «His Eye Is on the Sparrow» (featuring Eddie Franklin) |             | 6:09     |  |
| 11. | «When 2 Become One»                                    |             | 4:56     |  |
| 12. | «My Country, 'Tis of Thee»                             |             | 2:56     |  |

## Posicionamiento
| Listas (2011)                           | Posición |
| --------------------------------------- | -------- |
| Estados Unidos (Billboard 200)          | 54       |
| Estados Unidos (Top R&B/Hip-Hop Albums) | 15       |